# Gerasimos Arsenis

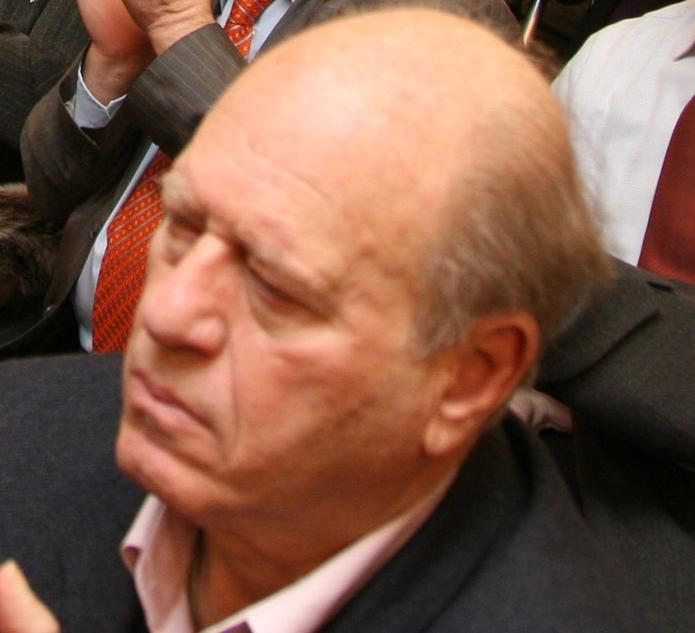
Gerasimos Arsenis

Gerasimos Dionisiou Arsenis (griechisch Γεράσιμος Αρσένης, * 30. Mai 1931 in Argostoli, Kefalonia; † 19. April 2016) war ein griechischer Politiker.

## Biografie
Arsenis, der Mitglied der PASOK war, wurde am 5. Juli 1982 von Ministerpräsident Andreas Papandreou zum Wirtschaftsminister in dessen erstes Kabinett berufen und übernahm am 27. März 1984 zusätzlich das Amt des Finanzministers. Diese Ämter behielt er auch in der nachfolgenden zweiten Regierung Papandreous bis zum 26. Juli 1985. Nachfolger als Wirtschaftsminister wurde Konstantinos Simitis, während das Finanzministerium von Dimitrios Tsovolas übernommen wurde.
Zwischen 1993 und 1996 war er Verteidigungsminister in Papandreous drittem Kabinett und behielt dieses Amt auch in der bis September 1996 amtierenden Regierung von Ministerpräsident Konstantinos Simitis.
Im zweiten Kabinett von Simitis war er zwischen September 1996 und 2000 Minister für Nationale Bildung und Religiöse Angelegenheiten.
Angelis war mit der Politikerin Louka Katseli verheiratet, die von Oktober 2009 bis Juni 2011 Ministerin für Wirtschaft, Wettbewerbsfähigkeit und die Handelsmarine in der Regierung von Giorgos Andrea Papandreou war.

## Auszeichnungen
- 1980: Großes Goldenes Ehrenzeichen am Bande für Verdienste um die Republik Österreich[2]